# Quinto Fabricio (cónsul 2 a. C.)
Quinto Fabricio (fl. siglo I a. C.) fue un senador romano que fue nombrado cónsul sufecto en 2 a. C.

## Biografía
Se cree que Quinto Fabricio era el hijo o el nieto del Quinto Fabricio que fue tribuno de la plebe en 57 a. C.
Partidario de toda la vida de Augusto, su lealtad se vio recompensada en 2 a. C. cuando los eventos que desembocaron en el exilio de Julia la Mayor y en la ejecución de un varios prominentes senadores romanos condujeron a que le fuera otorgado el cargo de cónsul sufecto el 1 de diciembre, en sustitución de Cayo Fufio Gémino, quien pudo haberse visto involucrado en la crisis política. En caso de ser así, Augusto habría visto entonces a Fabricio como un hombre de lealtad inquebrantable durante este período de crisis.
Se desconocen datos asicionales de su carrera, tanto de antes como de después de ocupar el puesto de cónsul sufecto.